# Teruhisa Moriyama
Teruhisa Moriyama (em japonês:  森山 輝久; Hiroshima, 17 de março de 1942) é um ex-jogador de voleibol do Japão que competiu nos Jogos Olímpicos de 1964.
Em 1964, ele fez parte da equipe japonesa que conquistou a medalha de bronze no torneio olímpico, no qual jogou em todas as nove partidas.